# Jumalislampi
Jumalislampi är en sjö i Finland. Den ligger i kommunen Suomussalmi i landskapet Kajanaland, i den centrala delen av landet, 500 km norr om huvudstaden Helsingfors. Jumalislampi ligger 204 meter över havet. Den är 3,4 meter djup. Arean är 16,4 hektar och strandlinjen är 1,71 kilometer lång. Sjön  ingår i Uleälvens huvudavrinningsområde. 